# Білостоцький Анатолій Юхимович

Могила Оксани Супрун і Анатолія Білостоцького

Білосто́цький Анато́лій Юхи́мович (15 вересня 1921, Одеса — 22 липня 1993, Київ) — український скульптор, заслужений діяч мистецтв УРСР (1960), народний художник УРСР (1974).

## Біографія
Народився 1921 року в Одесі. Закінчив Київську художню школу ім. Т. Г. Шевченка (1940), у вересні того ж року був призваний до Червоної армії. Учасник Вiтчизняно, брав участь у бойових діях у Криму, Карпатах, Чехословаччині. Був нагороджений орденом Вітчизняної війни 2 ступеня (1945), медаллю «За бойові заслуги» (1944).
Після війни повернувся до Києва, закінчив Київський художній інститут (1952, педагоги — М. Лисенко, К. Єлева, О. Фомін, П. Носко).
Працював у галузі станкової та монументальної скульптури. З 1951 року брав участь у республіканських та всесоюзних з виставках.
Нагороджений орденами Вітчизняної війни 2-го ступеня, «Знак Пошани», Почесною грамотою Президії Верховної Ради УРСР та медалями/
Помер 22 липня 1993 року. Похований у Києві на Байковому цвинтарі (ділянка № 33).

## Родина
- Батько — Юхим Білостоцький (1893—1961) — український скульптор.
- Дружина — Оксана Супрун (1924—1990) — український скульптор.
- Син — Сергій Білостоцький (1952—2003) — український художник-монументаліст, графік.

## Основні твори
- твори, присвячені Тарасові Шевченку:

- «Постать Т. Г. Шевченка» (гіпс, 1948, у співавторстві з О. Супрун, ДМШ)
- «Т. Г. Шевченко» (оргскло, 1948, у співавторстві з В. Бородаєм та О. Супрун, ДМШ)
- бюст Тараса Шевченка на станції метро «Університет» у Києві (оргскло, 1960)
- «Мені тринадцятий минало…» (дерево, 1961)
- пам'ятник Тарасові Шевченку в Одесі (бронза, граніт, 1966, у співавторстві з О. Супрун, архітектор Г. Топуз)

- портрет М. Рильського (1952)
- композиція «Сім'я» (гіпс, тон., 1952, ДМУОМ)
- «Перед боєм. Богдан Хмельницький, Іван Богун, Максим Кривоніс» (бронза, 1954, у співавторстві з О. Супрун, ДМУОМ)
- пам'ятник Іванові Франку в Києві (бронза, граніт, 1956, у співавторстві з О. Супрун, архітектор М. Іванченко)
- монумент «Слава праці» в Дніпродзержинську (1960)
- Пам'ятник Максиму Горькому у Харкові (1980)
- «Війні — ні!» (штучний камінь, 1961)
- портрет бригадира гідромоніторників Київської ГЕС Героя Соціалістичної Праці В. Харитонова (1963)
- «На варті» (метал, склобетон, 1965)
- «Ракетник» (1965)
- "Батьки та сини (склобетон, 1967)
- Пам'ятник В. І. Леніну в Чернігові (1967)
- Пам'ятник В. І. Леніну в Градці Краловому (ЧССР) (1970)
- Пам'ятник працівникам Верстатобудівного заводу ім. Горького в Києві (чавун, 1970)

## Зображення

Пам'ятник Іванові Франку у Києві
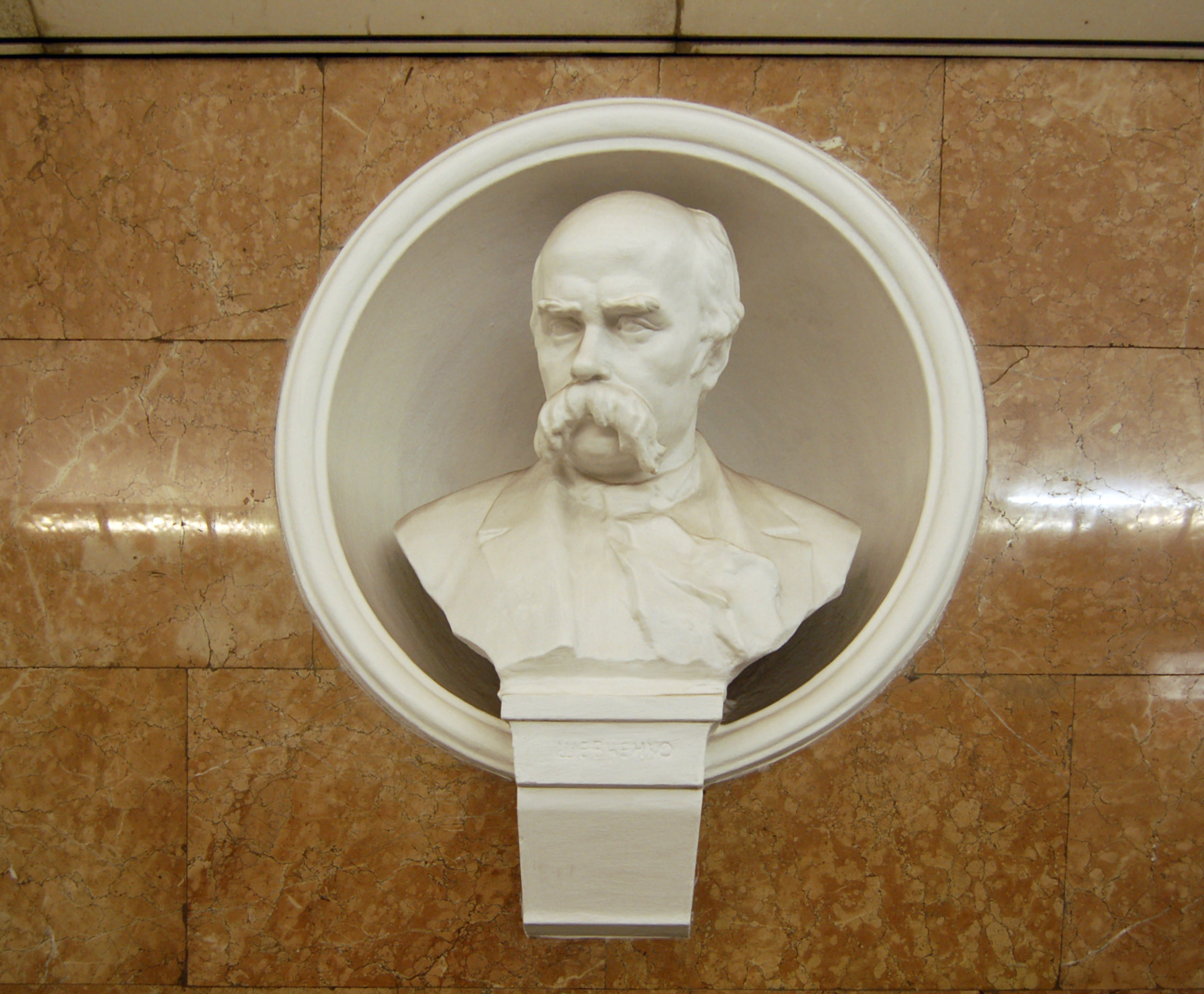
Бюст Тараса Шевченка на станції метро «Університет» у Києві
Меморіальна дошка Леоніду Первомайському, «Роліт», Київ
Пам'ятник В. I. Леніну в Чернігові
Пам'ятник працівникам Верстатобудівного заводу ім. Горького,
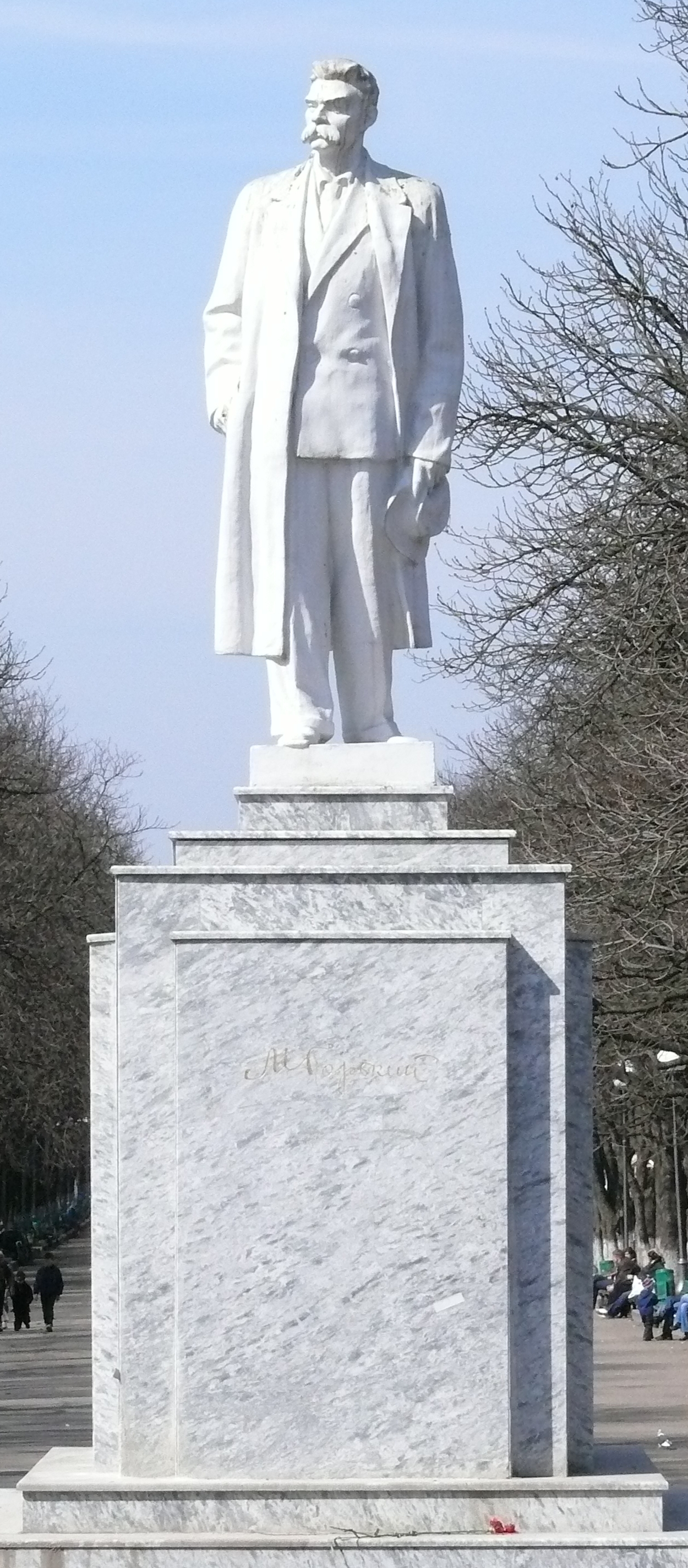
Пам'ятник Максиму Горькому у Харкові
«Радянським воїнам та воїнам-односельчанам», с. Березівка